# Albert Neville Thiele
Albert Neville Thiele OAM (* 4. Dezember 1920 in Brisbane, Queensland, Australien; † 1. Oktober 2012 in Sydney) war Elektro- und Maschinenbau-Ingenieur, der überwiegend im Bereich Elektroakustik tätig war.
Sein Name ist hauptsächlich mit den so genannten Thiele-Small-Parameter verbunden.

## Leben
Er besuchte die Milton State School, die Brisbane Grammar School und die Universität von Queensland und Sydney. In den 30er Jahren trat er als Knaben-Sopran im Brisbane-Radioprogramm und später als Schauspieler auf. Dann begann er sich für die Schallaufnahme und -wiedergabe zu interessieren.
Nach fünf Jahren Kriegsdienst in der Infanterie und dem australischen „Corps of Electrical and Mechanical Engineers“ schloss er sein Studium mit dem Bachelor of Engineering (Elektronik und Maschinenbau) 1952 ab.
In diesem Jahr fing er bei EMI (Australien) an und nach dem Start des Fernsehens 1955 in Australien sammelte er Erfahrung in verschiedenen Laboratorien in Skandinavien und den USA. Zurück in Australien arbeitete er bei EMI zunächst im Bereich Fernsehen weiter. 1962 wechselte er zur Australian Broadcasting Commission, wo er für die Entwicklung von Rundfunk- und Fernseheinrichtungen zuständig war. 1991 wurde er Inhaber eines Ehrenstipendiats für Forschungszwecke an der Universität von New South Wales und 1994 Ehrenmitglied der Universität von Sydney, an der er Lautsprecherdesign lehrte.

## Auszeichnungen
- 1968 und 1992 Norman W.V. Hayes-Medaille des Instituts der „Radio and Electronics Engineers Australia“ für das beste Paper
- 1994 Silberne Medaille der Audio Engineering Society (AES) für seine Pionierarbeit auf dem Gebiet der Lautsprechersimulation
- 1996 Ehrenauszeichnung vom Institut der "Radio and Electronics Engineers Australia"
- 2003 IEEE Masaru Ibuka Consumer Electronics Award
- 2003 Medaille des Order of Australia für seine Verdienste um die Tontechnik, insbesondere auf dem Gebiet der Lautsprecherkonstruktion und der Entwicklung von Normen für die Tontechnik[1]